# Manga (département)
Pour les articles homonymes, voir Manga (homonymie).
Manga est un département et une commune urbaine du Burkina Faso située dans la province du Zoundwéogo et la région du Centre-Sud, dont il est le chef-lieu.

## Démographie
- En 2012, le département comptait 33 042 habitants.
- En 2019, le département comptait 44 074 habitants[1].

## Villes
Le département comprend une ville chef-lieu (populations actualisées en 2006) :
- Manga (19 860 habitants) composée de cinq secteurs :
  - Secteur 1 (3 833 habitants)
  - Secteur 2 (3 244 habitants)
  - Secteur 3 (6 046 habitants)
  - Secteur 4 (2 943 habitants)
  - Secteur 5 (3 794 habitants)

et treize villages :
- Basgana (3 020 habitants)
- Ganwoko (929 habitants)
- Gastoèga (791 habitants)
- Léongo (781 habitants)
- Kira (473 habitants)
- Larga (550 habitants)
- Mokin (1 065 habitants)
- Nassamba (241 habitants)
- Pouswoko (967 habitants)
- Sakuilga (2 286 habitants)
- Toula (898 habitants)
- Zamcé (722 habitants)
- Zaptenga-I (459 habitants)